# Национален отбор по ски скокове на България
Българият национален отбор по ски скокове са ски скачачи, избрани да представляват България в международни състезания, контролиран от Български федерация ски.
Директорът за ски скокове, от името на българската федерация по ски пълни Здравко Здравков.

## Отбор A
Главен треньор е Емил Зографски от 2012 г., асистент е Керст Ролс
- Владимир Зографски
- Даниел Симов
- Деян Фунтаров

## Отбор Б
- Мартин Зографски
- Евелин Митев
- Мариан Николов
- Красимир Симичийски
- Виктор Христов
- Калоян Христов

## Успехи
- Младежко световно първенство в ски-скоковете – 1-во място от Владимир Зографски

## Рекорди
- Най-много точки в купата на нациите –  България 183 точки, 12 място (2012/2013 г.)
- Най-високото място в Световната купа – 7 място (1989/1990) от Владимир Брейчев
- Национален рекорд в скок с дължина – 213,5 м (Планица, 2012/2013 г.) от Владимир Зографски